# Valerio Mazzucato
Valerio Mazzucato (Cerro Maggiore, 27 gennaio 1969) è un ex calciatore italiano, di ruolo centrocampista.

## Carriera
Nella stagione 1986-1987 ha giocato 7 partite in Serie A con la maglia del Como. Ha poi cambiato una squadra all'anno per tutta la durata della sua carriera.